# Goodia sentosa
Goodia sentosa är en fjärilsart som beskrevs av Jordan 1922. Goodia sentosa ingår i släktet Goodia och familjen påfågelsspinnare. Inga underarter finns listade i Catalogue of Life.